# الديك غربي (الرقة)
الديك غربي قرية سورية تتبع ناحية مركز تل أبيض في منطقة تل أبيض في محافظة الرقة. بلغ عدد سكانها 424 نسمة في عام 2004 حسب إحصاء المكتب المركزي للإحصاء.